# John Allen Chau
John Allen Chau (Scottsboro, Alabama, Estados Unidos, 18 de diciembre de 1991-Sentinel del Norte, Andamán y Nicobar, India, 17 de noviembre de 2018) fue un misionero cristiano evangélico estadounidense que fue asesinado por los sentineleses, una tribu en aislamiento voluntario, después de viajar ilegalmente a la isla Sentinel del Norte en un intento de introducir a la tribu al cristianismo.

## Primeros años de vida
Chau nació el 18 de diciembre de 1991 en Scottsboro, Alabama. El tercer y más joven hijo de Lynda Adams-Chau, organizadora de Chi Alpha, y Patrick Chau, un psiquiatra sinoestadounidense que abandonó la China durante la Revolución Cultural, Chau creció en Vancouver, Washington y asistió a la escuela secundaria cristiana de Vancouver. Admiraba a numerosos exploradores y misioneros, entre ellos David Livingstone y Bruce Olson.
Asistió a la Universidad Oral Roberts en Oklahoma, donde dirigió el equipo de fútbol de la universidad, y se graduó cum laude en 2014 con una licenciatura en Ciencias del Ejercicio.
Antes de 2018, Chau había participado en viajes misioneros a México, Sudáfrica y el Kurdistán iraquí. Viajó por primera vez a las islas Andamán en 2015 y 2016 como parte de sus viajes misioneros, pero no visitó la isla Sentinel del Norte en ese momento.

## Contacto con los sentineleses y muerte
En 2017, Chau participó en un programa de entrenamiento misionero de la organización evangélica All Nations, con sede en Kansas. Según un informe de The New York Times, el entrenamiento incluyó navegar por una aldea nativa simulada poblada por miembros del personal misionero que fingían ser nativos hostiles y empuñaban lanzas falsas. Durante ese año, según se informa, expresó su interés en convertir a los sentineleses.
En octubre de 2018, Chau viajó y estableció su residencia allí, Port Blair, capital de las islas Andamán y Nicobar, donde preparó un kit de contacto inicial que incluía tarjetas con imágenes para comunicarse, regalos para el pueblo sentinelés, equipo médico y otras necesidades. En agosto de 2018, el Ministerio del Interior de la India había eliminado veintinueve islas habitadas en Andamán y Nicobar del régimen de permiso de área restringida (RAP), en un intento de promover el turismo.  Sin embargo, visitar la isla Sentinel del Norte sin permiso del gobierno siguió siendo ilegal según el Reglamento de las Islas Andamán y Nicobar (Protección de las tribus aborígenes), de 1956.
En noviembre, Chau se embarcó en un viaje a la isla Sentinel del Norte, que pensó que podría ser «la última fortaleza de Satanás en la Tierra», con el objetivo de contactar y vivir entre los sentineleses. Como preparación para el viaje, fue vacunado y puesto en cuarentena, y también realizó formación médica y lingüística.
Chau pagó a dos pescadores 25 000 ₹ para llevarlo cerca de la isla. Los pescadores fueron posteriormente detenidos.
Chau expresó un claro deseo de convertir a la tribu y era consciente de los riesgos legales y mortales que estaba asumiendo con sus esfuerzos, escribiendo en su diario: «Señor, ¿es esta isla el último bastión de Satanás, donde nadie ha oído o tenido la oportunidad de oír tu nombre?», «La vida eterna de esta tribu está al alcance de la mano», y «Creo que vale la pena declarar a Jesús a esta gente. Por favor, no te enojes con ellos ni con Dios si me matan... No recuperes mi cuerpo».
El 15 de noviembre, Chau intentó su primera visita en un barco pesquero, que lo llevó a unos metros de la orilla. Los pescadores advirtieron a Chau que no fuera más lejos, pero él se dirigió en canoa hacia la orilla con una Biblia impermeable. Al acercarse, intentó comunicarse con los sentineleses y ofrecerles regalos, pero se retiró tras enfrentarse a respuestas hostiles.
En otra visita, Chau registró que los sentineleses reaccionaron ante él con una mezcla de diversión, desconcierto y hostilidad. Intentó cantarles canciones de adoración y les habló en xhosa, después de lo cual a menudo se quedaban en silencio. Otros intentos de comunicarse, como repetir las palabras de los miembros de la tribu, terminaron con ellos estallando en risas, lo que llevó a Chau a teorizar que lo estaban maldiciendo. Chau afirmó que se comunicaban con «muchos sonidos agudos» y gestos. Finalmente, según la última carta de Chau, cuando intentó entregar pescado y regalos, un niño disparó una flecha con punta de metal que atravesó la Biblia que sostenía frente a su pecho, tras lo cual retrocedió nuevamente.
En su última visita, el 17 de noviembre, Chau ordenó a los pescadores que lo abandonaran. Los pescadores vieron más tarde a los sentineleses arrastrando el cuerpo de Chau, y al día siguiente vieron su cuerpo siendo enterrado en la orilla.

## Secuelas
Al enterarse de la muerte de Chau, los pescadores regresaron a Port Blair y le entregaron el diario de Chau a su amigo, también predicador cristiano, que residía en la capital. Informó a la familia de Chau en Estados Unidos, quienes se comunicaron con el Consulado General de Estados Unidos en Chenái para solicitar ayuda. El gobierno de Andamán fue notificado el 19 de noviembre.  El 21 de noviembre, el director general de policía emitió un comunicado sobre las restricciones al acceso público a la isla Sentinel Norte.
A pesar de los esfuerzos de las autoridades indias, que implicaron un tenso encuentro con la tribu, el cuerpo de Chau no fue recuperado. Los funcionarios indios hicieron varios intentos para recuperar el cuerpo, pero finalmente abandonaron esos esfuerzos. Un antropólogo involucrado en el caso dijo a The Guardian que el riesgo de un enfrentamiento peligroso entre los investigadores y los sentineleses era demasiado grande para justificar más intentos. Tras su muerte se abrió un caso de asesinato.
Survival International, entre otros, criticó a Chau por visitar la isla a pesar de la posibilidad de introducir patógenos a los sentineleses nativos, para quienes podrían haber sido mortales ya que era probable que los nativos no hubieran estado expuestos previamente a enfermedades de fuera de la isla.     All Nations, la organización evangélica que entrenó a Chau, fue criticada en las redes sociales por describir a Chau como un mártir y al mismo tiempo expresar sus condolencias por su muerte. El padre de Chau también culpó a la comunidad misionera de la muerte de su hijo por inculcar una visión cristiana extrema en Chau.
En respuesta a la muerte de Chau, M. Sasikumar, del Instituto de Estudios Asiáticos Maulana Abul Kalam Azad, cuestionó la acusación legal de asesinato y lo que percibió como una versión romantizada del incidente en los medios de comunicación. Escribió que el incidente debería servir como advertencia de que la política de «solo ojos» con respecto a los sentineleses debe aplicarse más estrictamente e incluir a los pescadores locales para evitar que se repita.
Michael Schönhuth, profesor de antropología cultural en la Universidad de Tréveris (Alemania), consideró de interés cultural la respuesta de los medios de comunicación al asesinato de Chau. Escribió que las narrativas que surgieron eran parte de una discusión más amplia sobre la relación adecuada entre el mundo moderno y los pueblos indígenas aislados restantes. Schönhuth escribió que el contacto con grupos étnicos aislados, como los sentineleses, sigue siendo un tema controvertido, incluso entre los expertos. Sin embargo, el contacto incontrolado, como en el caso de Chau, está prohibido debido al riesgo significativo de infecciones letales contra el sistema inmunológico desprotegido de las comunidades aisladas.
En 2018 fue galardonado con el premio Darwin póstumo, un honor irónico que se otorga a diversas personas por sus muertes estúpidas o esterilizaciones por sus propias acciones.
El documental The Mission de National Geographic de 2023 explora la vida de Chau.